# Patriot (SMP)
Pour les articles homonymes, voir Patriot.
Patriot (russe : ЧВК «Патриот») est une société militaire et de sécurité privée (SMP ou PMC en anglais) russe, en concurrence directe avec le groupe Wagner d'Evgueni Prigojine et déployée lors de l'invasion de l'Ukraine par la Russie en 2022.

## Organisation
Patriot opère en étroite collaboration avec le ministère russe de la Défense (MoD) et le service de renseignement militaire (GRU). Le ministre russe de la Défense, Sergueï Choïgou, et le ministère de la Défense russe auraient une forte influence et un contrôle sur l'entreprise,.
Contrairement au groupe Wagner, Patriot se concentre davantage sur les soldats expérimentés ayant une expérience de combat lors du recrutement. Les mercenaires sont également mieux équipés et entraînés. Selon les médias, les membres de Patriot perçoivent un salaire mensuel de 6 300 à 15 800 dollars américains.

## Zones de déploiement
- Syrie : Selon plusieurs médias, des membres de la compagnie militaire sont actifs en Syrie depuis le printemps 2018[6],[7]. Contrairement au groupe Wagner, les mercenaires Patriot seraient plus actifs dans la protection personnelle[8].

- Ukraine : À la suite de l'Invasion de l'Ukraine par la Russie en 2022, on pense que la Russie déploie le groupe de mercenaires Patriot, ainsi que le groupe Wagner, dans le Donbass. Un porte-parole des forces armées ukrainiennes rapporte que des soldats de la compagnie ont été repérés lors de la bataille de Vouhledar[2],[1].

- Yémen : À la suite de l'implication des Émirats dans la guerre civile yéménite, les Émirats arabes unis se sont tournés vers des sources non occidentales contre les Frères musulmans yéménites soutenus par la Turquie et le Qatar. Les Émirats ont engagé Patriot pour soutenir les forces séparatistes yéménites[2].

- République centrafricaine : Patriot a posé sa candidature en tant que société de sécurité privée pour protéger les mines d'or en République centrafricaine. Cependant, le contrat a été attribué au groupe Wagner[4]. Selon la chaîne de télévision Doschd, le groupe de mercenaires a également été impliqué dans le meurtre de trois journalistes enquêtant sur des expéditions secrètes d'armes russes vers ce pays africain[9].